# Jhon Fredy Serna Gallego
Jhon Fredy Serna Gallego (Chinchiná, departamento de Caldas, Manizales, 1981) es un confeso sicario y asesino serial colombiano. Según las investigaciones de las autoridades judiciales y de su propio testimonio, asesinó selectivamente entre 34 y 39 personas, sin embargo, se cree que pudo cometer muchos otros asesinatos de acuerdo a varios procesos judiciales que tiene en su contra.
Conocido por el alias de Pacho, cometió todos estos asesinatos en el municipio de Chinchiná, departamento de Caldas, aunque también se tiene registros de que cometió otros más en Risaralda, Pereira, entre otros municipios y departamentos. Era miembro y líder de la banda «Los Sandalios».
Se encuentra recluido en la cárcel de máxima seguridad Palogordo, en el municipio de Girón.

## Sucesos
Serna Gallego fue el líder de una banda criminal llamada Los Sandalios que se dedicaba al sicariato selectivo, extorsión, tráfico de drogas y armamentos. Durante su trayectoria criminal cometió asesinatos en varios departamentos y municipios de Colombia, entre ellos, Chinchiná, Marsella, Pereira, Cartago, Jamundí, Risaralda, entre otros. Según los reportes de las autoridades, empezó su accionar delictivo aproximadamente en 2001, fecha en la cual se tienen registros de más de una treintena de asesinatos y homicidios en la localidad de Chinchiná y otros más en Risaralda.
Serna Gallego confesó haber asesinado a más de una treintena de personas.
- Rubén Darío Acevedo Vásquez, alias Higuita.
- José Albeiro Valencia
- Carlos Albeiro Gil Osorio, alias el Abejorro.
- Carlos Andrés Vasco Muñoz, alias Guasquiao.
- Jorge Jimmy Gil Guzmán, alias Abejorro hijo.
- Diego Alejandro Henao Ospina
- Jaime Ospina Jiménez.
- Ángela Patricia Alarcón Ruiz.
- Carlos Alberto Vásquez Orozco, alias Memín.
- Rubén Darío García Zapata, alias Chatarra.
- José Ricardo Betancur Martínez, alias el Cabezón.
- Carlos Mario López Henao, alias Ratón.
- Daniel Valencia Ramírez, alias Mocoso.
- Miguel Ángel Hoyos Toro.
- Daniel Stiven Osorio Alzate.
- Arnubio, alias Carecaballo.
- Alias Hilo.
- César Augusto Valencia Hoyos.
- Diego León Gallego Gómez, alias Diego el Mocho.
- Rigoberto Restrepo Zapata, alias Pintado.
- Carlos Ernesto Palacio Álvarez.
- Carlos Alberto Orozco Villada.
- Wilson Jaramillo Castaño, alias Salchichón.
- Octavio Rondón Quiceno, alias Límpido.
- Guillermo Antonio Valencia Montoya, alias Toño.
- Jhon Fredy Bermúdez Torres, alias Freddy Krueger.
- Jorge Mario Marín López, alias J.
- Julián David Palomino Grisales.
- Duván Darío Valencia Hoyos.
- Nicolás Giraldo Giraldo, alias Chatarrero.
- Rubén Darío Pimienta Castaño, alias Cachirulo.
- Germán Andrés Pimienta Castaño, alias Cachetes.
- Geovany García Leyva, alias Millones.
- Francy Vargas Piñeros, alias la Tuerta.

Aparte de todos estos asesinatos, se tiene registros de otros homicidios cometidos en 2005 en Risaralda, también se sabe que estuvo involucrado en otros 10 asesinatos. Finalmente fue capturado en 2011 en la localidad de Villa Colombia y trasladado a la cárcel Palo Gordo de Girón, en Santader. La banda fue desintegrada por las autoridades en 2014, después de un extenso operativo.
Serna Gallego fue acusado oficialmente de varios delitos, entre ellos, homicidio agravado, extorsión, porte y tráfico de armas de fuego y concierto para delinquir; además le figuraban 24 órdenes de captura.
En un reporte emitido por la prensa especializada en octubre de 2015, se supo que 8 miembros de este temible grupo criminal quedaron en libertad por vencimiento de términos. Este beneficio no aplicó a Serna Gallego que todavía se encuentra recluido en la cárcel.